# Museum Carantana
Das Frühmittelaltermuseum Carantana, oft nur kurz Museum Carantana, ist ein Museum in der Kärntner Ortschaft Molzbichl (eine Katastralgemeinde von Spittal an der Drau). Das 2015 nach einem Umbau neueröffnete Museum widmet sich der Präsentation der bedeutenden frühmittelalterlichen Funde aus den archäologischen Grabungen in der unmittelbaren Umgebung. Der Name bezieht sich auf die Bezeichnung Kärntens als Provincia Carantana in einer Urkunde Karls des Großen.
Das Museum ist regulär von Mitte Mai bis Mitte Oktober geöffnet.

## Geschichte & Organisation
Bei Ausgrabungen rund um die jetzige, um 1063 erstmals erwähnte Pfarrkirche von Molzbichl stieß man auf die Grundmauern eines Klosters, das vermutlich in der zweiten Hälfte des 8. Jahrhunderts mit dem Ziel der Missionierung der slawischen Einwohner Karantaniens gegründet worden war. Die in den Altar der heutigen Pfarrkirche eingemauerte Grabinschrift des offenbar als lokalen Heiligen verehrten Diakons Nonnosus aus dem Jahr 532 belegt jedoch, dass auch in der ausgehenden Spätantike christliche Strukturen in der näheren Umgebung existiert haben müssen. Die römische Stadt Teurnia mit bedeutenden spätantiken Kirchen lag nur etwa 10 Kilometer Luftlinie entfernt. Die Nonnosus-Inschrift ist die jüngste noch antike Inschrift auf dem Gebiet des heutigen Österreich und die einzige, die in das sechste Jahrhundert datiert werden kann. Im 10. Jahrhundert wurde das Kloster aus ungeklärten Gründen aufgegeben und/oder zerstört. Der Fundort Molzbichl eröffnet damit einen seltenen Einblick in die historisch schwer fassbare Epoche zwischen dem Ende des Römischen Reiches und der Etablierung des Herzogtums Kärnten im Jahr 976.
Zwischen 1985 und 1991 wurde das Areal rund um die Pfarrkirche von Franz Glaser (Landesmuseum Kärnten), dem Stadtmuseum Villach und dem Verein Historisches Molzbichl archäologisch untersucht. Dabei stieß man auf erste Gebäudereste und Gräber aus dem 9. und 10. Jahrhundert. Infolge der bedeutenden Funde, bei welchen es sich neben den Grabinventaren auch um viel kunsthistorisch bedeutende Bauornamentik (Flechtwerksteine) handelte, kam es 1991 zur Einrichtung des Frühmittelaltermuseums Carantana, damals noch in einem Nebengebäude des Pfarrhofes. 2015 erhielt das Museum ein eigenes Gebäude, in dem die Funde adäquater präsentiert werden können. Dieser Neubau war Anlass zu weiteren archäologischen Grabungen, im Zuge derer unter anderem mehrere Gräber gefunden wurden. Besonders bemerkenswert ist der Befund einer im 10. Jahrhundert verstorbenen Frau, deren Leichnam im Grab mittels Pfählung auf den Boden fixiert wurde. Offenbar fürchtete man Wiedergängertum. 2018 wurde das Museum von der österreichischen Abteilung des International Council of Museums mit dem Österreichischen Museumsgütesiegel ausgezeichnet.

## Ausstellung
Einen bedeutenden Teil der Ausstellung bilden die flechtwerkverzierten Marmorplatten, die einst die Klosterkirche aus dem achten Jahrhundert schmückten. Ein weiterer Abschnitt ist dem Heiligen Nonnosus gewidmet. Daneben bilden die Funde aus den umliegenden Gräbern einen bedeutenden Teil der Ausstellung. Sie geben Hinweise auf die Gedankenwelt dieser Menschen, die zwar schon dem Christentum anhingen, gleichzeitig aber noch heidnische Vorstellungen weitertrugen. Vor diesem Hintergrund nimmt das Skelett der gepfählten Frau eine Sonderposition in der Ausstellung ein.

Einblick ins Museum
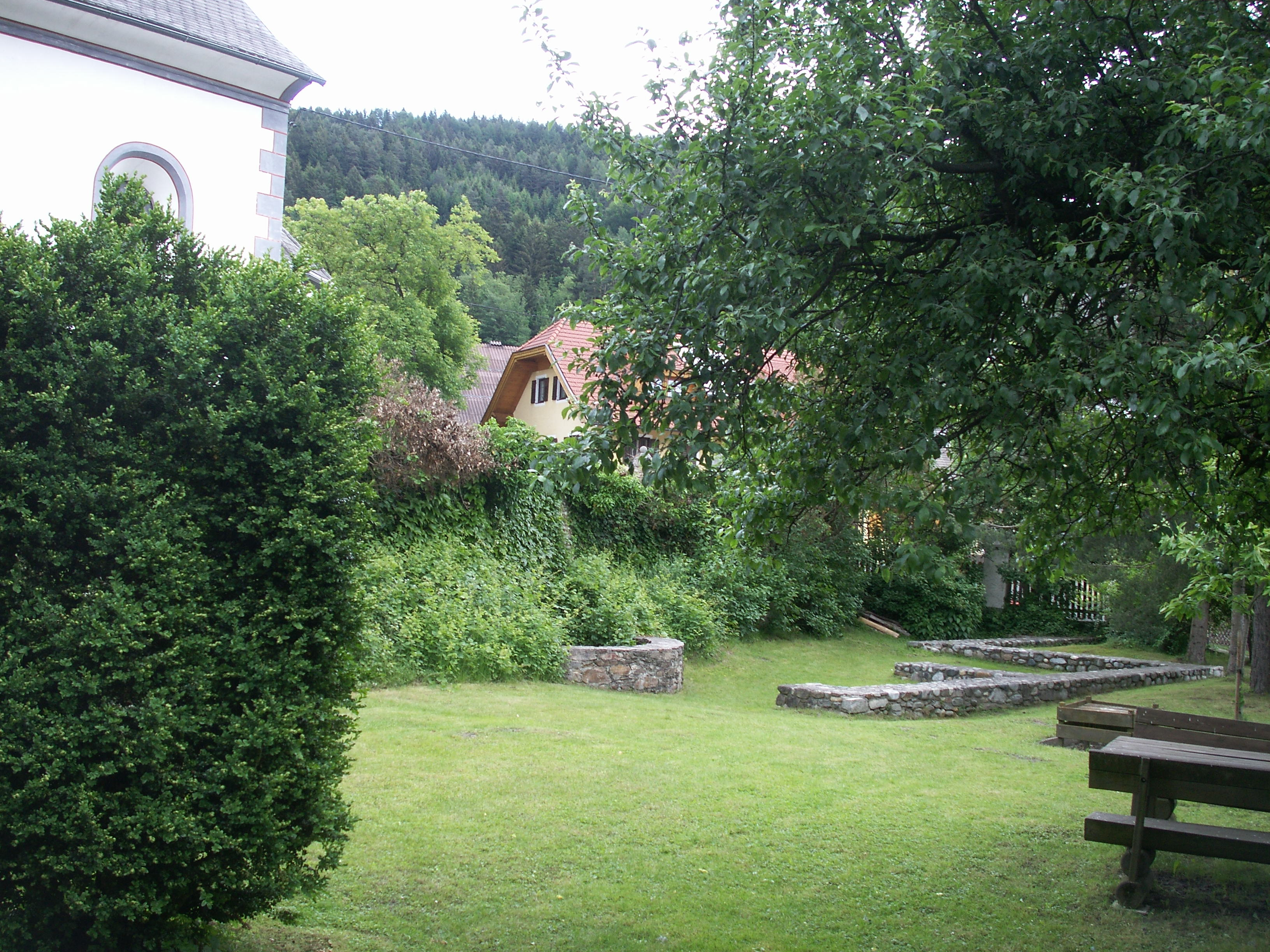
Außengelände vor dem Neubau 2015
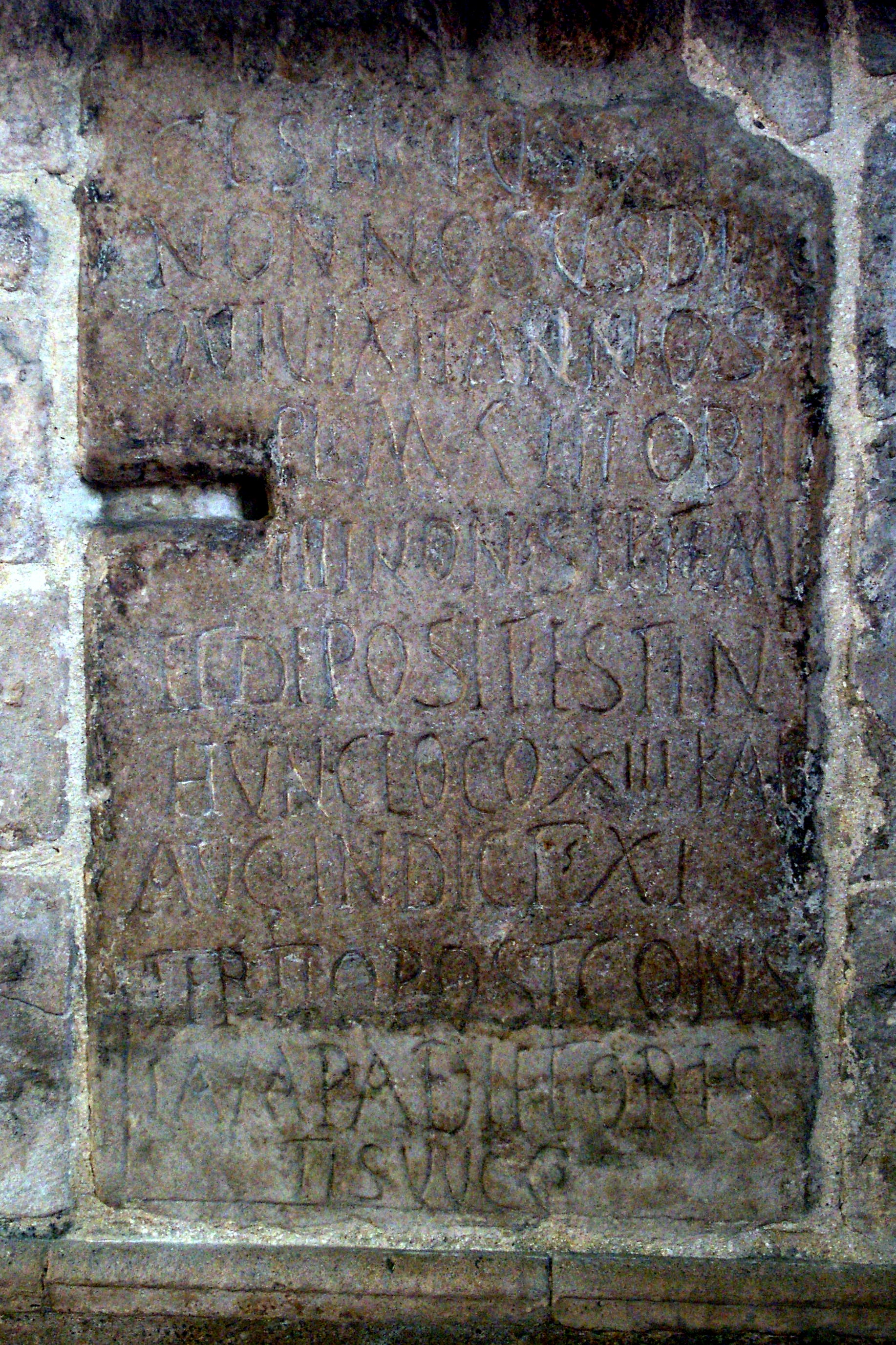
Grabinschrift des Nonnosus
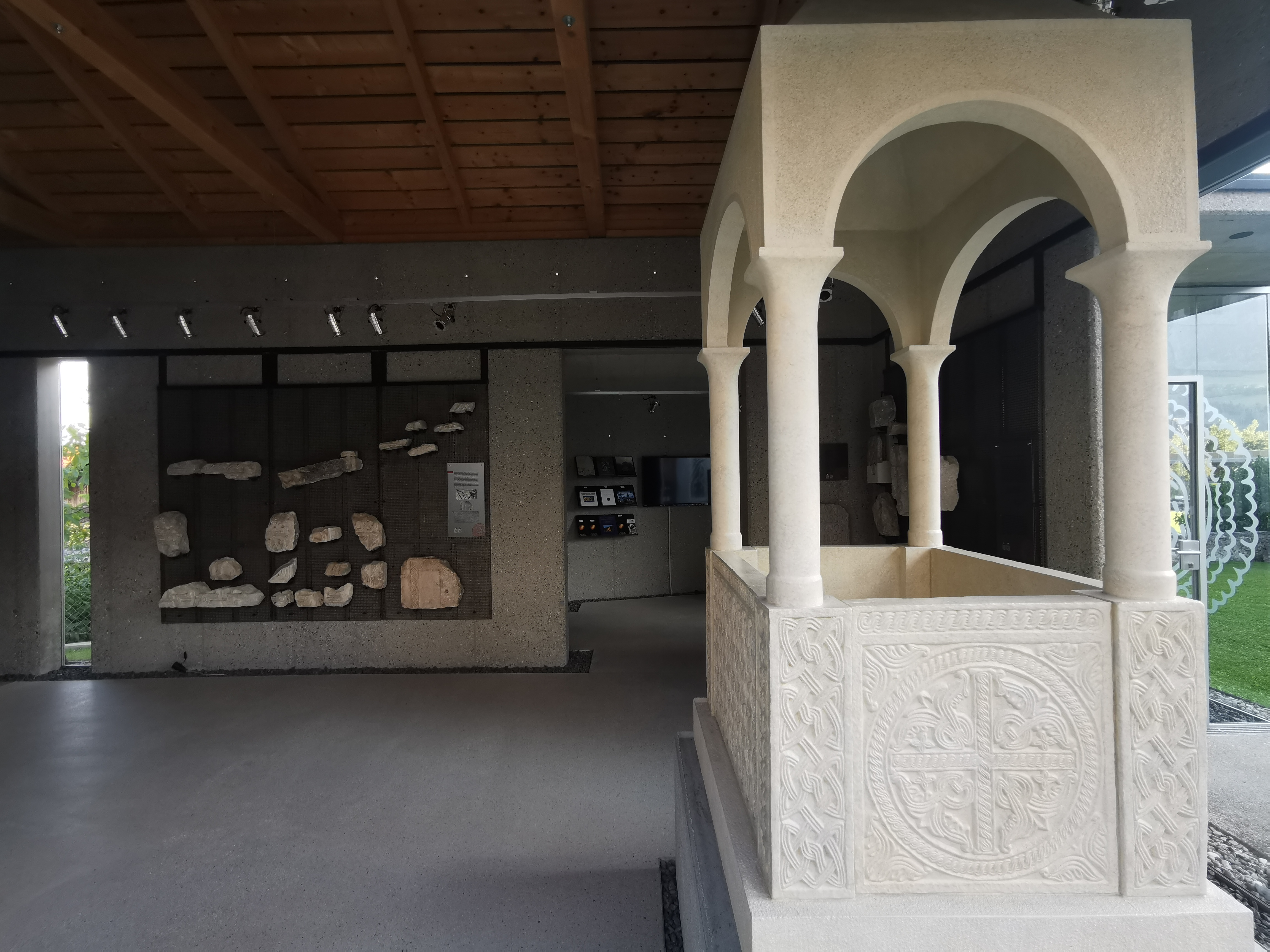
Blick ins Innere
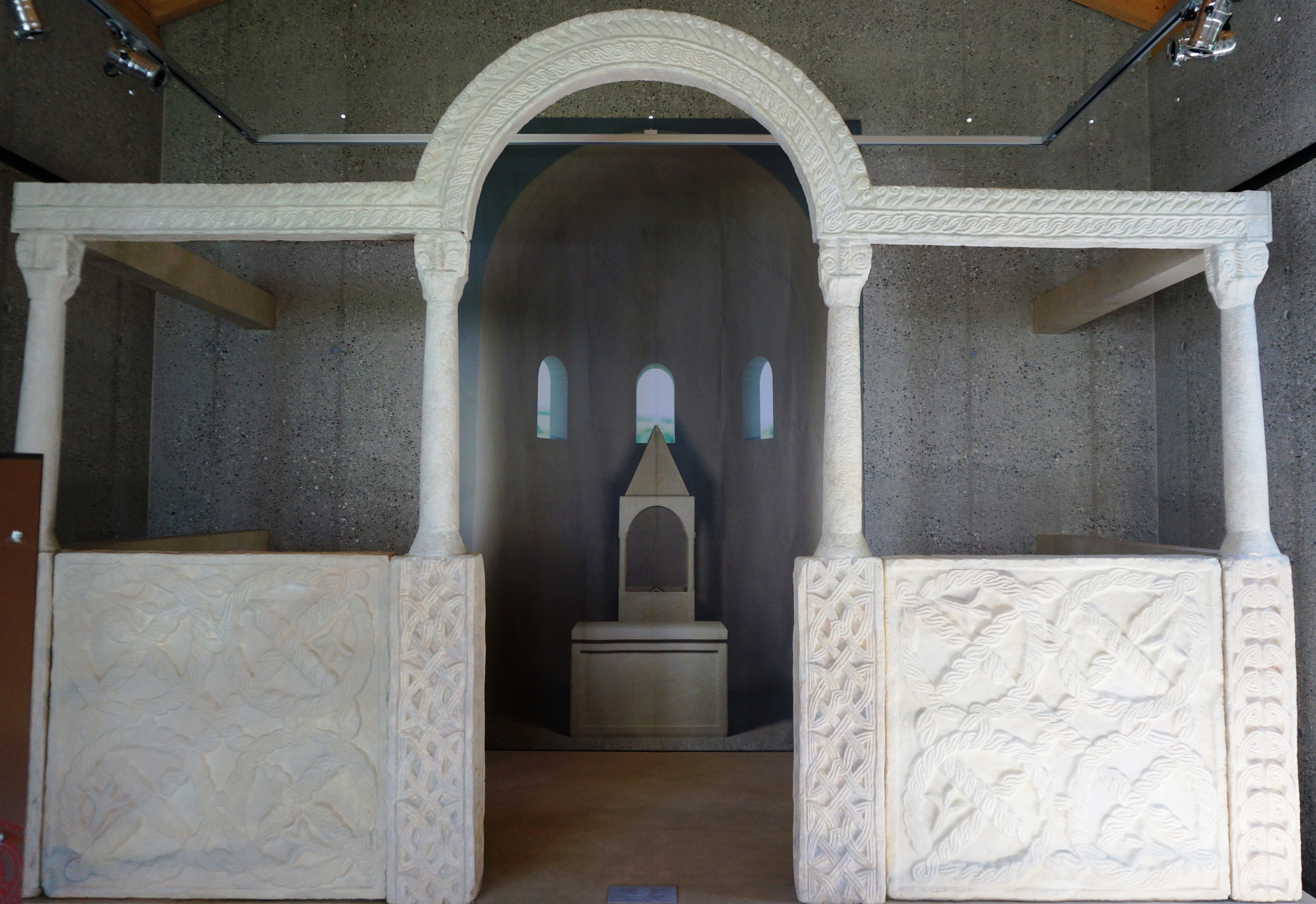
Rekonstruierter Altarbereich der karolingischen Kirche
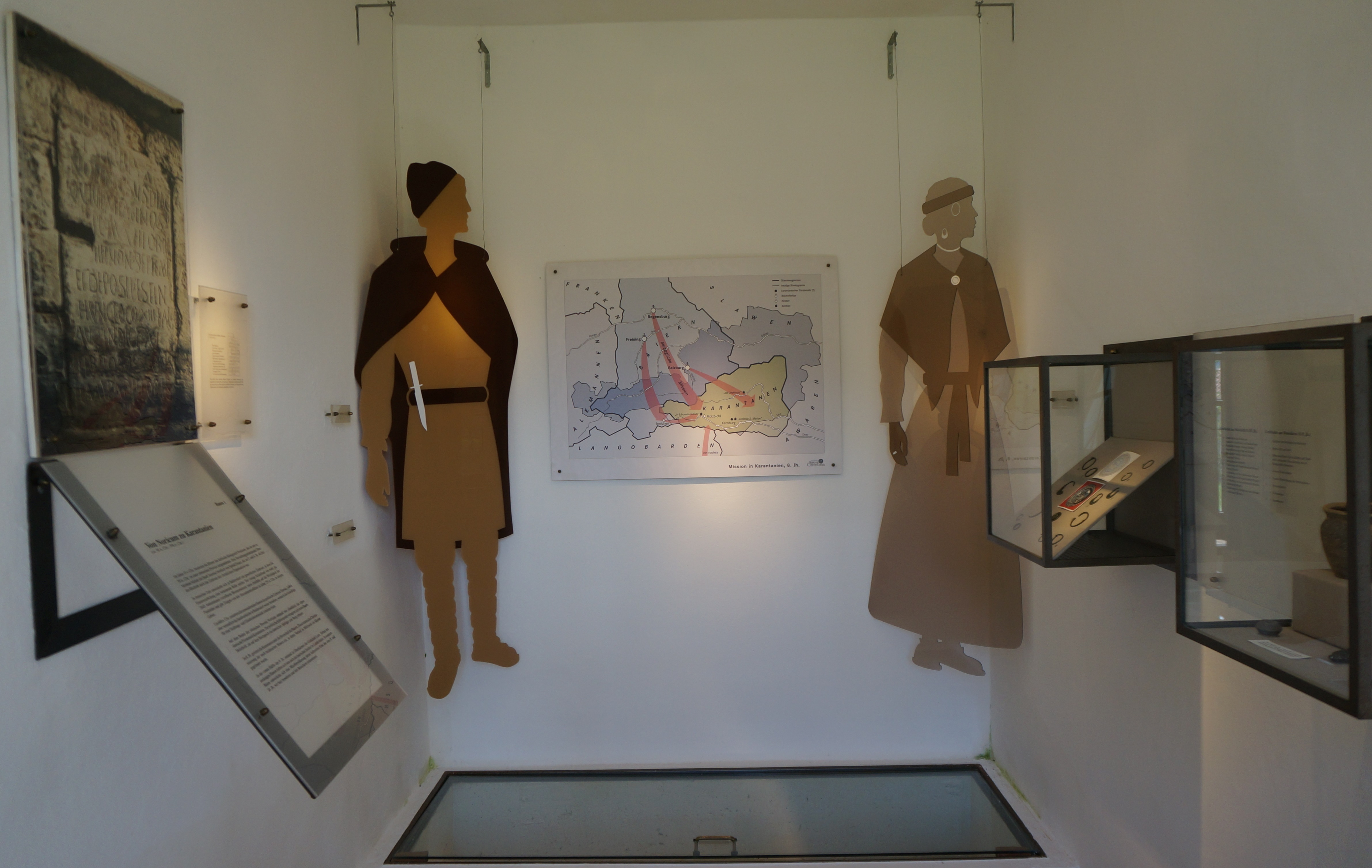
Schmuck und Beigaben aus den Gräbern
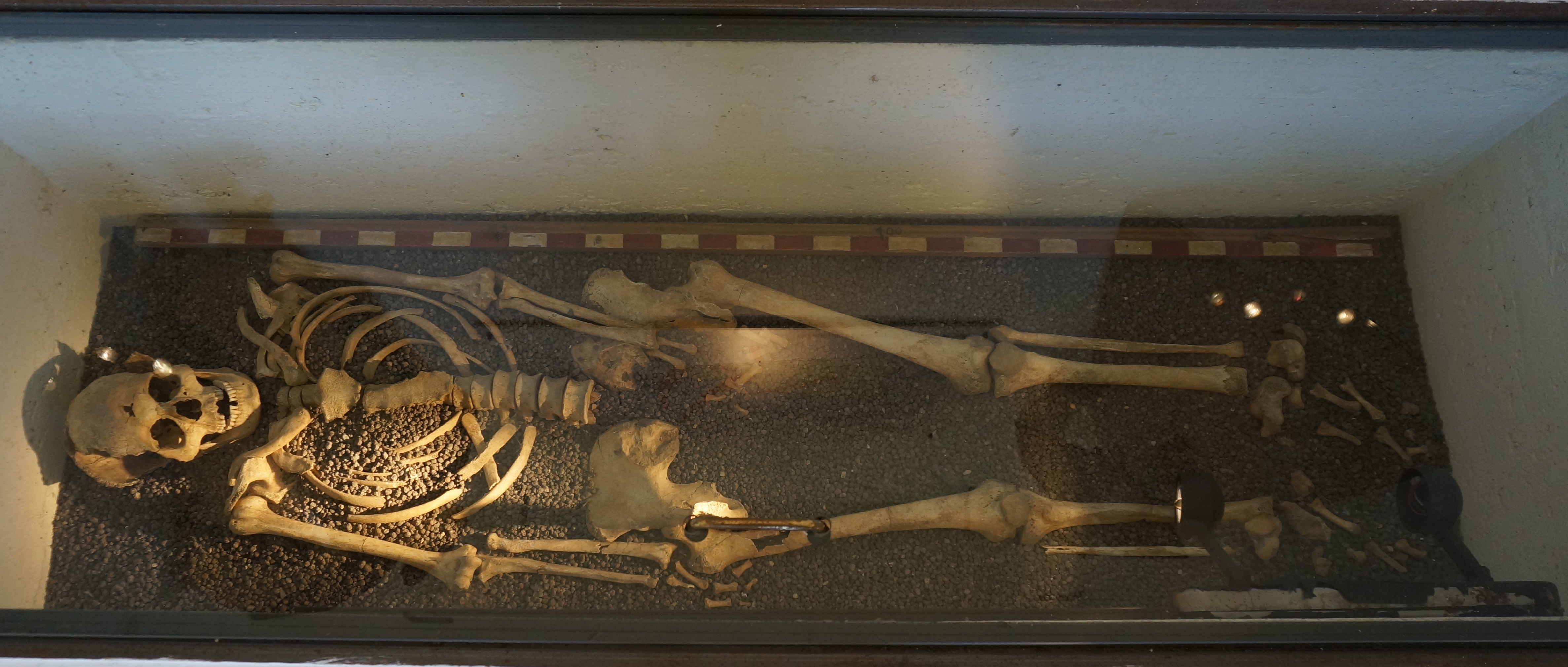
Bestattung in Originallage